# Giraldo (Colombia)
Giraldo è un comune della Colombia facente parte del dipartimento di Antioquia.
Il centro abitato venne fondato da coloni provenienti da Santa Fe de Antioquia nel 1845, mentre l'istituzione del comune è del 1865.